# Лоїрі-Порто-Сан-Паоло
Лоїрі-Порто-Сан-Паоло (італ. Loiri Porto San Paolo, сард. Loiri-Poltu Santu Paolu) — муніципалітет в Італії, у регіоні Сардинія, провінція Сассарі. До 2016 року муніципалітет належав до провінції Ольбія-Темпіо.
Лоїрі-Порто-Сан-Паоло розташоване на відстані близько 280 км на південний захід від Рима, 185 км на північ від Кальярі, 8 км на південь від Ольбії, 35 км на схід від Темпіо-Паузанії.
Населення — 3383 особи (2014).
Щорічний фестиваль відбувається останньої неділі квітня. Покровитель — Святий Павло.

## Демографія

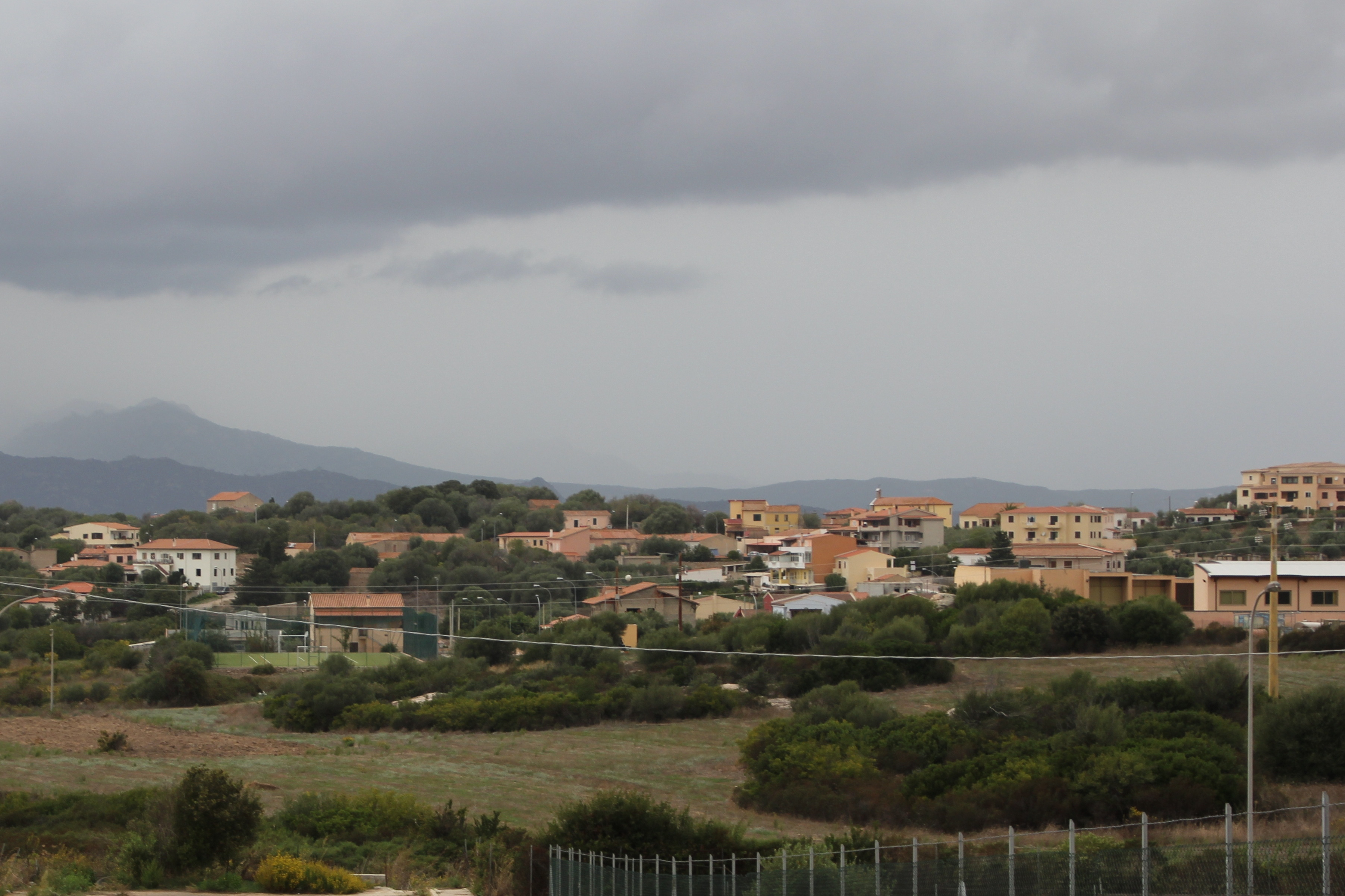
Панорама містечка

Населення за роками:

Станом на 1 січня 2023 року в муніципалітеті офіційно проживало 209 іноземців з 39 країн, серед них 133 громадяни країн Євросоюзу та 4 громадяни України.

## Сусідні муніципалітети
- Монті
- Ольбія
- Падру
- Сан-Теодоро